# Factor de transcripció
En el camp de la biologia molecular, un factor de transcripció és una proteïna que s'uneix a seqüències d'ADN específiques i controla la transferència (o transcripció) de la informació genètica de l'ADN a l'ARNm. Els factors de transcripció duen a terme aquesta funció sols o conjuntament amb altres proteïnes en un complex, promovent (com a activador), o bloquejant (com a repressor) el reclutament de l'ARN polimerasa (l'enzim que efectua la transcripció de la informació genètica de l'ADN a l'ARN) en gens específics.
Un tret definitori dels factors de transcripció és que contenen un domini d'unió a l'ADN que s'uneix a seqüències curtes d'ADN específiques que es troben en regions properes a l'inici de transcripció dels gens que regulen. Proteïnes addicionals com els coactivadors, remodeladors de cromatina, acetilases d'histona, desacetilases, quinases, i metilases, també tenen un paper crucial en la regulació gènica, però sense que s'hi vegin implicats dominis d'unió a l'ADN, raó per la qual no es classifiquen com a factors de transcripció.

## Estructura
Els factors de transcripció són proteïnes. Per ser funcionals sovint han d’actuar com a dímers, és a dir han d’unir-se dues subunitats. A tots els factors de transcripció trobem:
- un domini d’unió al DNA. És la regió que interacciona directament amb el DNA i que es caracteritza per ser capaç de reconèixer una seqüència especifica de nucleòtids. Els dominis d’unió al DNA són regions ben estructurades, molt sovint amb predomini d’hèlix α. Existeixen diverses arquitectures de dominis d’unió al DNA i aquest és el criteri principal per classificar els factors de transcripció en superclasses, tal com es mostra en l’apartat de Classificació,.
- un domini de transactivació. És la regió que s'encarrega de la funció de promoure o reprimir la transcripció. Aquesta funció és duta terme pels factors de transcripció de forma indirecta. El domini de transactivació conté llocs d’unió per coactivadors o correpressors, que són els que faran la funció de modificar l'estructura de la cromatina localment per fer-la més accessible a l'ARN polimerasa-II i els factors associats. Els dominis de transactivació són sovint intrínsecament desestructurats i alguns estan enriquits en determinats aminoàcids (p. ex. dominis rics en Glutamina, Prolina, Isoleucina, aminoàcids àcids, Histidina...)
A més d’aquests dos dominis obligats, molts factors de transcripció presenten un domini de dimerització, i en alguns casos d’un domini d’unió a lligand. Com que tots els factors de transcripció operen al nucli, tots han de presentar alguna regió que els permeti la translocació al nucli, essent el motiu NLS el més habitual. Finalment, molts factors de transcripció pateixen modificacions posttraduccionals com fosforil·lacions, SUMOil·lacions, metil·lacions que poden regular la seva funció. Al 2023 es va descriure que almenys la meitat dels factors de transcripció poden unir-se a RNAs, mitjançant un domini no descrit prèviament que té unes característiques funcionals i de seqüència semblants al motiu ric en arginines de Tat, un activador transcripcional del virus HIV

## Classificació
Els factors de transcripció es classifiquen segons els tipus d'estructures secundàries que es troben al domini d’unió al DNA. És per tant una classificació basada en criteri estructurals, no funcionals. Els factors de transcripció humans i de ratolí són els classificats fins ara de forma més acurada. Els factors de transcripció humans s'agrupen en 10 superclasses. Dins de cada superclasse hi ha classes, famílies i subfamílies de manera que cada factor de transcripció te assignat un número de 5 dígits, de manera anàloga a la classificació dels enzims amb codis E.C.
Superclasse 1. Domini d’unió al DNA bàsic (3 classes)
A aquesta superclasse pertanyen entre altres els factors AP-1 (Fos i Jun), CREB, C/EBPs, MyoD.
Superclasse 2. Domini d’unió al DNA amb Zn (9 classes)
A aquesta superclasse pertanyen entre altres els receptors de glucocorticoides, de mineralocorticoides, de progesterona, d’andrògens, d’estrògens, d’hormones tiroidals, els factors PPAR, RXR, GATA i Sp1.
Superclasse 3. Domini d’unió al DNA Hèlix-gir-hèlix (7 classes)
A aquesta superclasse pertanyen entre altres els factors FOX, HSF1, PU.1 i IRFs.
Superclasse 4. Altres dominis d’unió al DNA completament constituïts per hèlix α (2 classes)
A aquesta superclasse pertanyen entre altres els factors HMGs.
Superclasse 5 Domini d’unió al DNA format per α-hèlix exposades per estructures β (3 classes)
Superclasse 6. Domini d’unió al DNA tipus Immunoglobulina (7 classes)
A aquesta superclasse pertanyen entre altres els factors NFkB, NFAT, STAT i p53.
Superclasse 7. Domini d’unió al DNA format per un β-hairpin sobre una bastida α/β (2 classes)
A aquesta superclasse pertanyen entre altres els factors SMAD.
Superclasse 8. Domini d’unió al DNA en full β (2 classes)
Superclasse 9. Domini d’unió al DNA en barril β. (1 classe)
Superclasse 0 Dominis d’unió a DNA d’estructura no identificada (7 classes)

## Regulació de l'activitat dels factors de transcripció
Els factors de transcripció s'activen en resposta a senyals extracel·lulars i/o a alteracions intracel·lulars. Hi ha diversos mecanismes per regular augmentar o disminuir l'activitat d’un factor de transcripció a una cèl·lula:
Translocació. Molts factors de transcripció es troben en estat latent al citosol i algun tipus de modificació post-traduccional provoca de forma directa o indirecta la seva translocació al nucli on realitzaran la seva funció. Per exemple, el factor NFkB es troba en estat inactiu al citosol unit a la subunitat inhibidora IkB. L’activació d’una cinasa que fosforil·la IkB provoca la dissociació d’IkB del dimer NFkB i a més facilita la degradació al proteasoma d’IkB. El dímer NFkB, sovint format per les subunitats p50 i p65, ara pot translocar al nucli i unir-se a seqüències especifiques de DNA activant la transcripció dels seus gens diana.
Unió a lligand. Alguns factors de transcripció s'activen per la unió d’un lligand. Els factors que utilitzen aquesta estratègia son el receptors nuclears. Alguns es troben al citosol i la unió del lligand promou la seva translocació al nucli on regularan l'expressió de gens específics. Aquest mecanisme d’activació és utilitzat per exemple pels receptors d’estrògens, d’andrògens, de glucocorticoides o de progesterona. Altres receptors nuclears es troben al nucli, ja units al DNA, però en estat inactiu, i la unió del lligand provoca la seva activació. Aquest mecanisme és utilitzat per exemple pel receptor d'àcid retinoic, el receptor retinoide X o el receptor d'hormones tiroidals.
Fosforil·lació i altres modificacions post-traduccionals. Molts factors de transcripció poden resultar activats o reprimits per modificacions post-traduccionals. La més freqüent és la fosforilació, però són també habituals l’acetilació, la SUMOilació, la metilació, etc. Aquestes modificacions post-traduccionals poden fer passar a un factor de transcripció d’un estat inactiu a un d’actiu, o viceversa, o poden produir modulacions més fines del seu estat d’activació. Un exemple ben conegut d’aquest mecanisme és el factor de transcripció CREB que es troba al nucli en estat inactiu i que és fosforilt per PKA o altres cinases donant lloc a la forma activa.
Transcripció. Com per qualsevol gen de proteïnes, la transcripció dels gens dels factors de transcripció està regulada per factors de transcripció. Sovint, de fet, un factor de transcripció pot regular la seva pròpia transcripció. Per exemple, un factor de transcripció pot actuar com a repressor de la seva transcripció, la qual cosa suposa un mecanisme de retroalimentació negativa.
Estabilitat de la proteïna. En alguns factors de transcripció l'activitat està fortament regulada per modificacions post-traduccionals que regulen l'estabilitat de la proteïna. Un exemple paradigmàtic és el factor de transcripció HIF1α que en condicions de normòxia és hidroxilat, el que provoca la seva ràpida degradació. En condicions d’hipòxia, aquesta hidroxilació és molt menys eficient perquè requereix oxigen, de manera que augmenta la quantitat de HIF1α no hidroxilat. La forma no hidroxilada de HIF1α és molt més estable, transloca al nucli on dimeritza i activa la transcripció de gens de resposta a hipòxia.